# Federación Mexicana de Automovilismo Deportivo
La Federación Mexicana de Automovilismo Deportivo, también conocida como FEMADAC, es la máxima autoridad del automovilismo de competición en México y está reconocida como su rectora, dirigente y representante en todos los niveles gubernamentales del país.
La FEMADAC es reconocida por la Federación Internacional del Automóvil (FIA) y está afiliada a la Confederación Deportiva Mexicana (CODEME).

## Comisiones
La FEMADAC está integrada por ocho comisiones, las cuales están encargadas de organizar los campeonatos respectivos de su especialidad:
- Comisión Nacional de Aceleración[4]
- Comisión Nacional de Automóviles Clásicos de Competencia[5]
- Comisión Nacional de Automovilismo Deportivo Recreativo[6]
- Comisión Nacional de Kartismo[7]
- Comisión Nacional de Pilotos Organizados de Ruta[8]
- Comisión Nacional de Pista[9]
- Comisión Nacional de Rallies de México[10]
- Comisión Nacional de Automóviles de Colección Vintage[11]